# Сирокко
Сиро́кко, реже широ́кко, (итал. scirocco, от араб.  شرق‎ — шарк — «восток») — сильный жаркий ветер в странах средиземноморского бассейна, зарождающийся в пустынях Северной Африки, на Ближнем Востоке и имеющий в разных регионах своё название и свои особенности.

## Общая характеристика

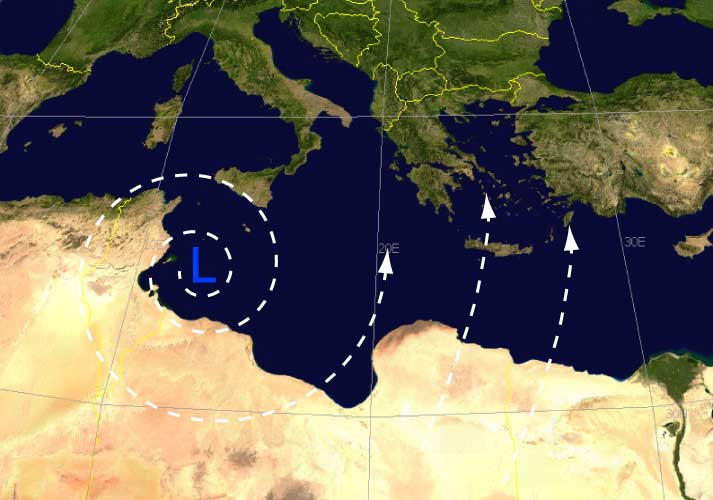
Образование Сирокко

Отличие этого регулярного воздушного потока некоторыми особенностями от главного характера общей циркуляции атмосферы, а также заметное влияние на режим погоды в регионе Средиземного моря, позволяет отнести сирокко к местным ветрам. Направление южное, юго-восточное или восточное (иногда даже юго-западное). В очагах формирования, и когда переваливает через горы на юге Европы, на подветренной стороне приобретает характер фёна. Возникает во все времена года; летом — реже, весной и осенью — чаще. Наибольшей силы он достигает в марте и ноябре. В некоторых регионах иногда развивает скорость до 100 км/ч (55 узлов — сила урагана), достигая штормовой силы (от 2 до 9 баллов по шкале Бофорта), хотя кое-где считается ветром средней силы. Обычно усиливается после полудня, а вечером и ночью ослабевает. Дует по 2—3 дня подряд, но может продолжаться и полдня, и множество дней. Действует на людей угнетающе.

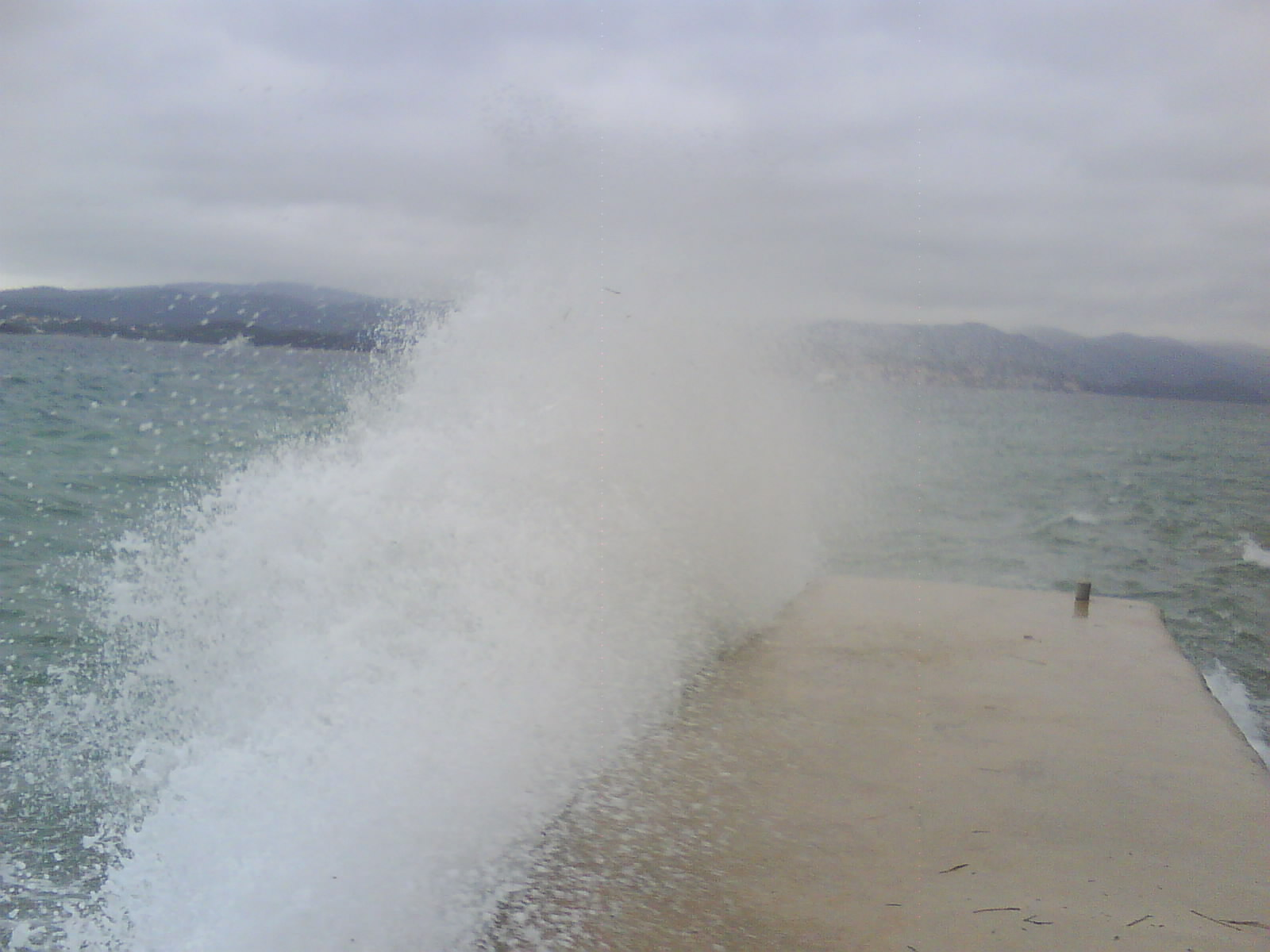
Взрыв волны во время сирокко — Оребич, Хорватия.

Сирокко зарождается в глубинах аравийских и североафриканских пустынь. Он возникает в тёплых, сухих, тропических воздушных массах, которые двигаются на север в направлении низкого давления к востоку через Средиземное море. Горячий сухой континентальный воздух смешивается с более холодным, влажным воздухом морского циклона, и, двигаясь против часовой стрелки, перемещается к южному побережью Европы. По пути через Средиземное море он становится более влажным, но тем не менее часто иссушает растительность юга Европы, принося к тому же большие массы пыли.
Обычно считается, что сирокко — это удушающий, обжигающий, очень пыльный ветер с высокой температурой (до 35 °C ночью) и низкой относительной влажностью (см. суховей), однако в некоторых районах Средиземноморья он является тёплым влажным морским ветром. Иногда он служит причиной пыльной, сухой погоды вдоль северного побережья Африки, штормов в Средиземном море и холодной, влажной погоды в Европе. Он вызывает сухие туманы и пыльную мглу.

## Региональные особенности и другие названия
- собственно «сирокко»:

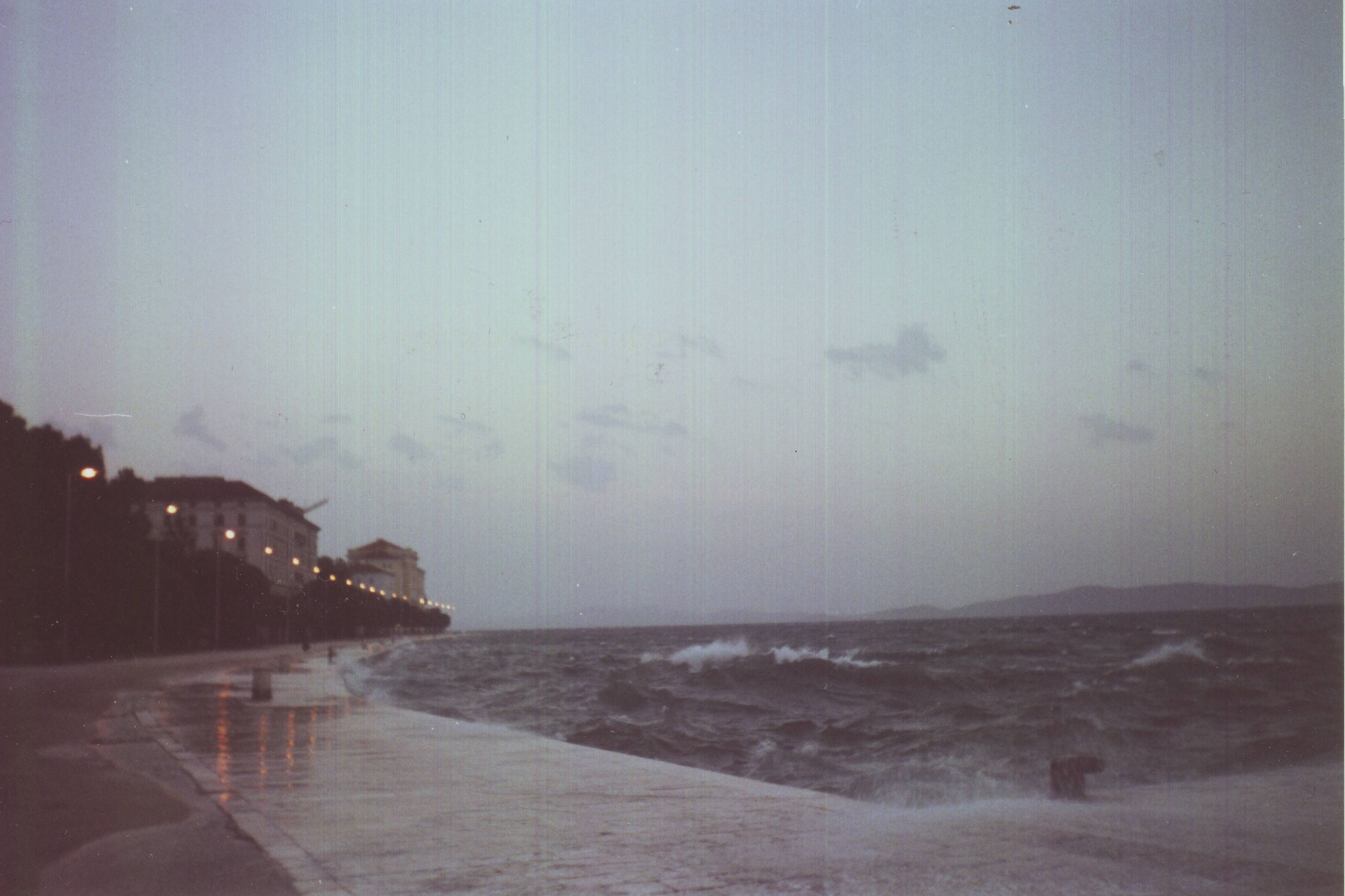
Сирокко на набережной — Задар в Хорватии.

  - в Италии, на западном побережье Апеннинского полуострова, и прилегающих к нему равнин в районе Рима и Неаполя, а также на северном побережье Адриатики — влажный тёплый морской ветер;
  - в Италии, на северном побережье острова Сицилия — сухой, нисходящий горный ветер типа фёна. Зачастую из-за него температура поднимается выше 40 °C, а относительная влажность опускается ниже 30 %, даже в относительно холодные зимние месяцы температура может достигать 30 °C. Дует около 12 дней в году;
- «юго», «юга», (хорв. jugo, серб. jуго) так же јужина, широко, шилок, динарский фён[1] — Словения, Хорватия, Черногория (восточное побережье Адриатического моря) — медленный поток влажного тропического воздуха в тёплом секторе циклона. Обычно возникает весной и осенью при активизации циклонической деятельности. Перевалив через Динарские горы, воздушный поток теряет влагу и проникает до Белграда как юго-западный фён в долине р. Сава (от г. Сараево до хребта Караванке). Иногда он становится западным. Наблюдается 50—70 дней в году. Иногда имеет характер сирокко: тёплый и влажный, дует с юга не более 2—3 дней. Вслед за ним приходит холодный фронт с тыловым холодным сирокко, в результате чего наступает резкое похолодание. Считается ветром умеренной силы, создает длинные бесшумные волны без пены, которые сильно ударяют в берег. В холодном полугодии тоже тёплый и влажный, приносит с юго-востока дожди;

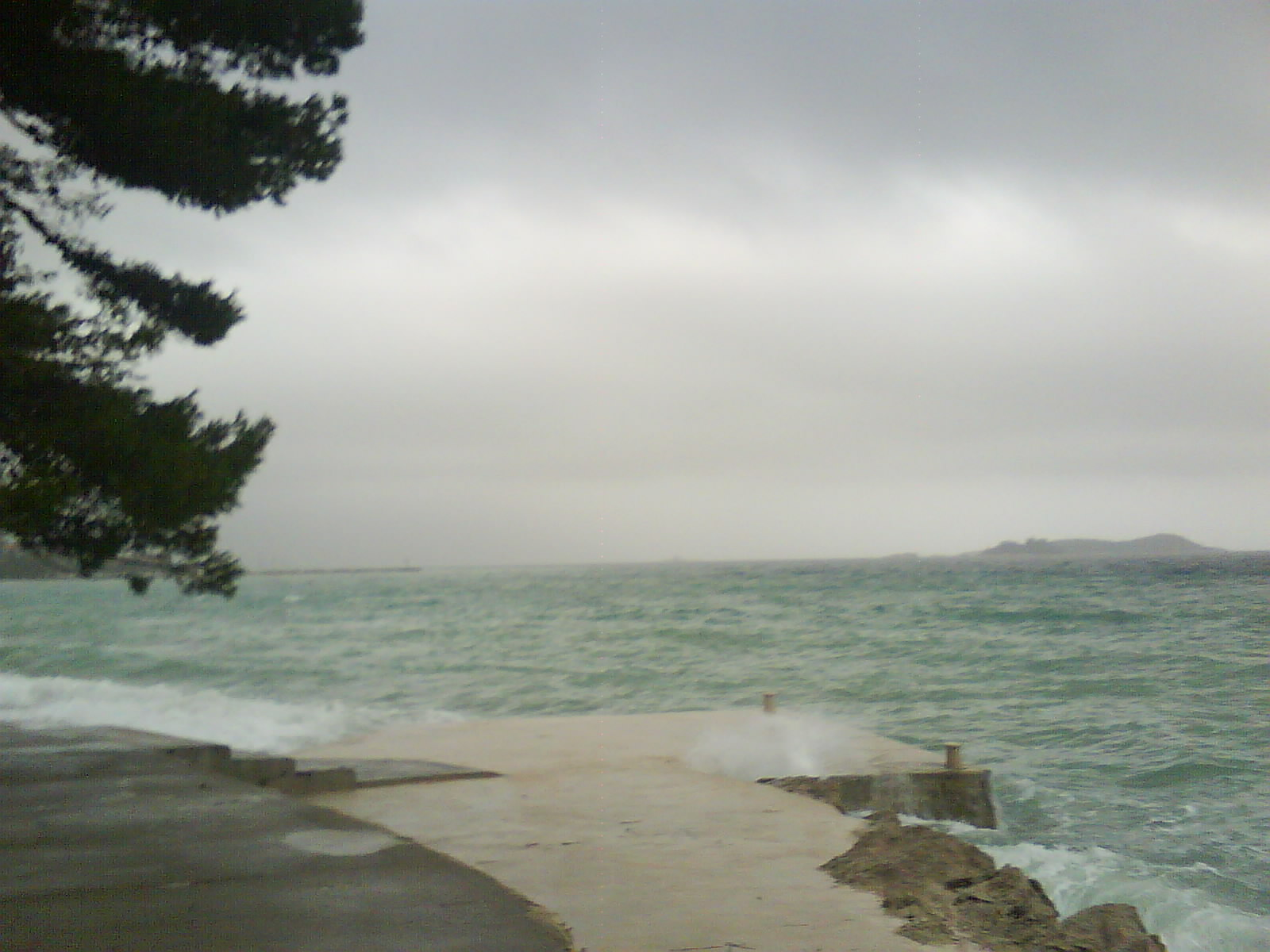
«Променад Шквар» во время сирокко — Оребич, Хорватия.

- «марен» (фр. marin) — Франция (на Средиземноморском побережье) — более влажен;
- «гиб(б)ли», «гебли», «гебяи», «гхибли», «джибли» (бербер. ghibli, араб. قبلي‎) — Ливия — приносит пыльные (песчаные) бури, с температурой выше 50 °C, (в 1922 году в городе Эль-Азизия зарегистрирована температура + 57,8 °C), а влажность падает ниже 15 % (дует от одного до четырёх дней весной и осенью);
- левече, левеш, картахена, Канарский, больхор-но, бочорно — Испания;
- чили, шехили — Тунис;
- хамсин — Египет, Израиль;
- чечили — Алжир.

Другие известные ветра в этом регионе — бора (северо-западный) и либеччо (итал. libeccio, хорв. lebić) — юго-западный.

## Воздействие на человека

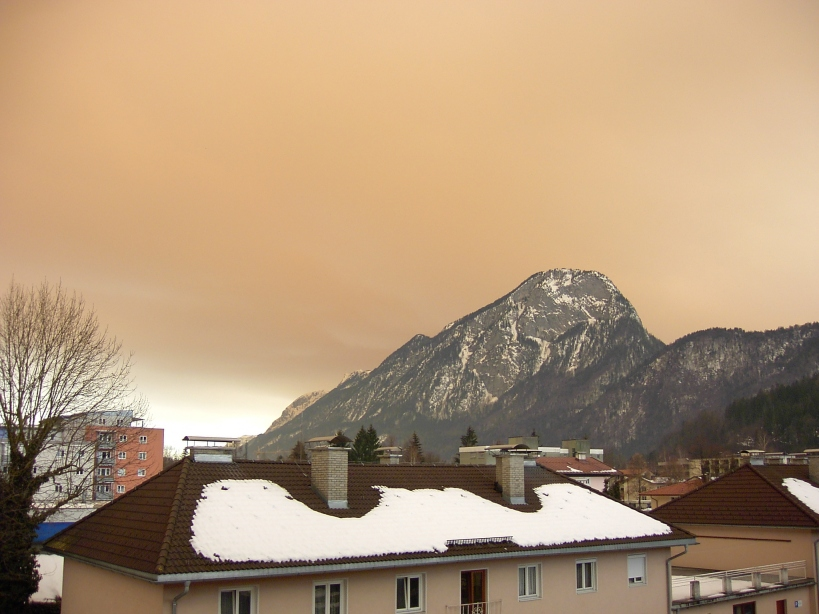
Пыль от Сахары над Куфштайном — Австрия.

Пыль, принесённая сирокко, может портить механические приборы и попадать в жилые помещения.
Сирокко вреден для здоровья вне зависимости от того, влажный он или сухой. Некоторые сирокко вызывают нервные расстройства, головные боли, невралгии, слабость, нарушение сна, повышенную раздражительность и т. д. вплоть до безумия. Даже бытуют легенды, что когда-то преступления, совершённые во время сирокко, прощались, будучи приписанными сводящим его с ума, сухости и жаре.

## В культуре
- Ветер сирокко послужил причиной эпидемии холеры в рассказе Томаса Манна «Смерть в Венеции».
- «Всё начинается с сирокко» — об этом ветре повествуется в первой главе «Рассказа о голубом покое» Андрея Соболя.
- В мультфильме 2023 года «Сирокко из страны ветров» герой по имени Сирокко — волшебник, управляющий ветрами.
- Смею ли я сказать, что оркестровка Бизе почти единственная, которую я ещё выношу? Та другая оркестровка, которая теперь в чести, вагнеровская, — зверская, искусственная и «невинная» в одно и то же время и говорящая этим сразу трём чувствам современной души, — как вредна для меня она! Я называю её сирокко. Неприятный пот прошибает меня. Моей хорошей погоде настаёт конец.Ф. Ницше. «Казус Вагнер»

## Факты
- Античное название сирокко — «ливийский флейтист».
- В Дубровницкой республике преступления, совершённые во время сирокко, относились к менее тяжким из-за плохого влияния сирокко на настроение людей.
- Иногда сирокко переносит красную и белую пыль из Сахары в более северные районы, где она выпадает в виде окрашенных «кровавых» и «молочных» дождей.